# Sztojan Jordanov
Sztojan Ivanov Jordanov (bolgárul: Стоян Иванов Йорданов; Szófia, 1944. január 29. –) bolgár válogatott labdarúgó.
A bolgár válogatott tagjaként részt vett az 1968. évi nyári olimpiai játékokon és az 1970-es világbajnokságon.

## Sikerei, díjai
CSZKA Szofija
- Bolgár bajnok (8): 1961-62, 1965–66, 1968–69, 1970–71, 1971–72, 1972–73, 1974–75, 1975–76
- Bolgár kupa (5): 1964-65, 1968–69, 1971–72, 1972–73, 1973–74

Bulgária
- Olimpiai játékok ezüstérmes: 1968